# Раевский, Иван Васильевич
Иван Васильевич Раевский (1906—1943) — советский военный. Участник Великой Отечественной войны. Герой Советского Союза (1944, посмертно). Старший лейтенант.

## Биография
Иван Васильевич Раевский родился в 1906 году в губернском городе Москве Российской империи (ныне город, столица Российской Федерации) в семье рабочего. Русский. Образование среднее. До призыва на военную службу работал на 1-м государственном автомобильном заводе имени И. В. Сталина.
Член ВКП(б) с 1930 года. В ряды Рабоче-крестьянской Красной Армии И. В. Раевский был призван по спецнабору военного отдела ЦК ВКП(б) в 1937 году. Перед войной получил военное образование. В боях с немецко-фашистскими захватчиками Иван Васильевич с 1941 года. Воевал на Западном и Юго-Западном фронтах. В декабре 1942 года был тяжело ранен, около трёх месяцев лечился в госпитале. В начале апреля 1943 года старший лейтенант И. В. Раевский получил назначение на должность заместителя командира по строевой части 198-го отдельного армейского заградительного отряда 6-й армии Юго-Западного фронта.
С первых дней пребывания в должности Иван Васильевич проявил себя как волевой и решительный командир, способный решать любые поставленные перед ним задачи. Он существенно повысил воинскую дисциплину в отряде, поднял на новый уровень боевую выучку и моральный дух личного состава. В период проведения Донбасской операции отряд осуществлял охрану ближних тылов 6-й армии, боролся с вражескими шпионами и диверсантами, охранял склады и стратегически важные объекты военной инфраструктуры. С выходом частей армии к Днепру из личного состава 198-го отдельного армейского заградительного отряда было сформировано несколько десантно-штурмовых групп, одну из которых возглавил старший лейтенант И. В. Раевский.
В ночь с 25 на 26 сентября 1943 года отряд Раевского под ураганным огнём противника форсировал Днепр и высадился на правом берегу реки у южной окраины села Войсковое Солонянского района Днепропетровской области. Сразу после высадки отряд получил задачу помочь попавшему в окружение батальону 78-го гвардейского стрелкового полка 25-й гвардейской стрелковой дивизии и овладеть господствующей высотой 130,3. Быстро развернув отряд, старший лейтенант И. В. Раевский стремительным броском ворвался на склоны высоты. В ожесточённой схватке бойцы Раевского сломили сопротивление врага и обратили его в бегство. К утру 26 сентября стратегически важная высота была в руках советских солдат.
Намереваясь вернуть утраченные позиции, с утра 26 сентября немцы предпринимали беспрерывные яростные контратаки при поддержке артиллерии и танков. Не считаясь с потерями, они пытались сбросить десантников в Днепр, но бойцы Раевского, демонстрируя образцы стойкости и мужества, более двух суток прочно удерживали занимаемые рубежи и не дали противнику прорваться к переправе. Противник понёс большие потери и был физически и морально измотан. Во второй половине дня 28 сентября перед отрядом Раевского была поставлена задача перейти в наступление и, прорвав немецкую оборону, расширить плацдарм на правом берегу Днепра в глубину. Грамотно распределив силы и огневые средства, стремительным ударом старший лейтенант И. В. Раевский со своими бойцами ворвался во вражеские траншеи и выбил противника с занимаемых рубежей. Преследуя бегущего врага и не давая ему закрепиться на новых рубежах, отряд Раевского продвинулся вперёд на четыре километра, существенно улучшив положение десанта на плацдарме.
Противник бросил на ликвидацию плацдарма крупные резервы и подтягивал к месту боёв новые силы. Напряжение на плацдарме нарастало. Ожесточённые сражения на участке Вовниги — Войсковое не прекращались ни днём, ни ночью. 30 сентября 1943 года при отражении очередной контратаки немцев старший лейтенант И. В. Раевский погиб. За образцовое выполнение боевых заданий командования на фронте борьбы с немецкими захватчиками и проявленные при этом отвагу и геройство указом Президиума Верховного Совета СССР от 19 марта 1944 года старшему лейтенанту Раевскому Ивану Васильевичу было присвоено звание Героя Советского Союза посмертно. Похоронен И. В. Раевский в братской могиле советских воинов в центре села Войсковое Солонянского района Днепропетровской области Украины.

## Семья
- Жена — Надежда Николаевна Раевская (1914—1947), воспитательница детского сада.
- Сын — военный дирижёр, хормейстер Игорь Иванович Раевский (род. 1937), народный артист РСФСР.
- Жена — Пелагея Дмитриевна Алленова (1907—1984), работник торговли.
- Сын — Раевский Юрий Иванович (1936—2019), инженер-механик по авиадвигателестроению, сотрудник НПО Красная Звезда.
- Сын — Раевский Герман Иванович (1938—1990), подполковник Советской Армии, участник военных действий в Афганистане.

## Награды
- Медаль «Золотая Звезда» (19.03.1944, посмертно);
- орден Ленина (19.03.1944, посмертно);
- орден Отечественной войны 1-й степени (11.10.1943, посмертно).

## Документы
- Общедоступный электронный банк документов «Подвиг Народа в Великой Отечественной войне 1941—1945 гг.» Дата обращения: 23 сентября 2013. Архивировано из оригинала 11 мая 2017 года.

Представление к званию Героя Советского Союза и указ ПВС СССР о присвоении звания.
Орден Отечественной войны 1-й степени (наградной лист и приказ о награждении).
- Обобщённый банк данных «Мемориал». Архивировано из оригинала 10 мая 2012 года.

Информация из списка захоронения ЗУ380-04-320.
Учётная карточка захоронения ЗУ380-04-320.
Схема захоронения ЗУ380-04-320.